# Aljustrel
Aljustrel és un municipi portuguès al districte de Beja, a la regió d'Alentejo i a la subregió del Baixo Alentejo. L'any 2006 tenia 9.710 habitants. Limita al nord amb Ferreira do Alentejo, a l'est amb Beja, al sud amb Castro Verde, al sud-oest amb Ourique i a l'oest amb Santiago do Cacém. Consta de les freguesies d'Aljustrel, Ervidel, Messejana, Rio de Moinhos i São João de Negrilhos.

## Població
| Població del concelho d'Aljustrel (1801 – 2004) | Població del concelho d'Aljustrel (1801 – 2004) | Població del concelho d'Aljustrel (1801 – 2004) | Població del concelho d'Aljustrel (1801 – 2004) | Població del concelho d'Aljustrel (1801 – 2004) | Població del concelho d'Aljustrel (1801 – 2004) | Població del concelho d'Aljustrel (1801 – 2004) | Població del concelho d'Aljustrel (1801 – 2004) | Població del concelho d'Aljustrel (1801 – 2004) |
| ----------------------------------------------- | ----------------------------------------------- | ----------------------------------------------- | ----------------------------------------------- | ----------------------------------------------- | ----------------------------------------------- | ----------------------------------------------- | ----------------------------------------------- | ----------------------------------------------- |
| 1801                                            | 1849                                            | 1900                                            | 1930                                            | 1960                                            | 1981                                            | 1991                                            | 2001                                            | 2004                                            |
| 1878                                            | 4278                                            | 8214                                            | 15276                                           | 18181                                           | 12870                                           | 11990                                           | 10567                                           | 9940                                            |